# Pałac Karátsonyiego w Bratysławie
Pałac Karátsonyiego w Bratysławie (słow. Karácsonyiho palác lub Karáčoniho palác) – eklektyczny pałac wzniesiony w latach 1883–1884  przez węgierskiego hrabiego Guidona Karátsonyiego, obecnie siedziba Kancelarii Prezydenta Republiki Słowackiej w Bratysławie   oraz Biura Wojskowego Prezydenta . Znajduje się przy ulicy Štefánikovej 2 w sąsiedztwie Pałacu Prezydenckiego.